# Epirrhoe alternata
Epirrhoe alternata conocida (en inglés) como "alfombra común", es una especie de polilla perteneciente a la familia Geometridae, descrita por primera vez por el entomólogo danés Otto Friedrich Müller en 1764, con distribución en el Paleártico y el Oriente Próximo. En América del Norte tiene amplia distribución en los Estados Unidos, además de todas las provincias y territorios de Canadá.
Tiene gran parecido a otras especies de Europa, incluyendo Epirrhoe rivata, Xanthorhoe fluctuata y Euphyia unangulata.

## Descripción
El patrón de las alas anteriores es marrón con múltiples líneas crenadas o festonadas. es una polilla mediana, con una envergardura de 25 a 27 milímetros (1 a 1,1 plg). Las alas anteriores varían de gris a negro, marcadas con fascia blanca, lo que les da su aspecto rayado. Las alas anteriores presentan un patrón gris en la base, tras una fascia estrecha y clara viene una banda ancha con patrón marrón, seguida de una banda clara casi pura. Más allá de esta, en el borde exterior de las alas, estas presentan nuevamente un patrón marrón oscuro y gris. Las alas posteriores son de color gris más pálido con fascia blanca. Presenta una franja fuertemente cuadriculada en blanco y negro.
Las formas de la especie del norte tienden a ser más pálidas en general. La fascia central varía de ancho a nivel mundial; a menudo está contraída por debajo de la mitad, a veces completamente seccionada en este punto, y en E. a. ab. degenerata, ambas porciones son mucho más anchas. Hay ejemplares de color gris parduzco de la isla de Lewis; estos son la var. obscurata, del sur. Hay modificaciones intermedias que conducen a una forma en la que todo el tercio central de las alas anteriores es de color blanquecino, con las líneas cruzadas habituales de color gris sucio y algunas pequeñas nubes del mismo color alrededor de la mancha discal que es negra.
La larva suele ser marrón o verde, pero sus marcas son muy variables. Se alimenta de especies de Galium, incluyendo Galium murale y Galium verum. La especie hiberna en estado de pupa.

## Distribución
Está ampliamente distribuida en Europa, desde el norte de Portugal, las Islas Británicas e Islandia hasta los Montes Urales. En Dinamarca y Noruega es común en todo el país, igualmente en la mayor parte de Suecia y Finlandia, incluyendo la Laponia sueca. Está ausente en la mayor parte nororiental de Asia europea, también ausente en la mitad sur de la península ibérica y en algunas islas mediterráneas, pero presente en Córcega, Cerdeña, Sicilia y Malta. Fuera de Europa, se encuentra desde Turquía, a través del Cáucaso y Transcaucasia, Siberia (subespecie pseudotristata) y las montañas de Asia Central (subespecie dubiosata), hasta Sajá y las Islas Kuriles del Sur (subespecie albotaeniatula).
Viven en bordes de bosques y setos, pero también en jardines y parques.

## Ciclo de vida
La polilla produce dos generaciones al año, que vuelan desde finales de abril hasta mediados de junio y desde mediados de julio hasta finales de septiembre. En el norte de Gran Bretaña es univoltina, entre mediados de julio y mediados de agosto, asi como en el norte de Fenoscandia. Bajo condiciones favorables en regiones del sur, la especie puede tener tres generaciones. La subespecie E. a. obscurata suele verse ampliamente distribuida en julio en las Islas Hébridas.
Las orugas se pueden encontrar de julio a septiembre (primera generación) y en junio del año siguiente (segunda generación). Las pupas hibernan. La especie vuela de noche y se siente atraída por la luz. Las orugas se alimentan de especies Galium.

## Lista de subespecies
- E. a. albotaeniatula Bryk, 1942
- E. a. dubiosata Alphéraky, 1883
- E. a. islandica Prout, 1914
- E. a. obscurata South, 1888
- E. a. pseudotristata Heydemann, 1936
- E. a. subgressa Bryk, 1942